# Örebrokrönikan
Örebrokrönikan var en dagstidning med en kort utgivningsperiod från 22 april 1917 till 18 november 1917.
Redaktionen låg i Örebro och ansvarig utgivare  och redaktör var Gustaf Bruno Edberg. Tidning kom ut en gång i veckan på söndagar. Tryckeri  var Lindhska boktryckeriet  i Örebro hela utgivningstiden. Tidningen trycktes bara med trycksvärta och antikva som typsnitt på satsytan 52 x 34 cm. Tidningen hade 4 sidor och kostade 4 kr i helårsprenumeration.